# Desa Slatri (administrativ by i Indonesien, lat -6,95, long 108,95)
Desa Slatri är en administrativ by i Indonesien.   Den ligger i provinsen Jawa Tengah, i den västra delen av landet, 250 km öster om huvudstaden Jakarta.